# Drillia umbilicata
Drillia umbilicata là một loài ốc biển, là động vật thân mềm chân bụng sống ở biển trong họ Drilliidae.